# ロイヤル・フィルハーモニー管弦楽団
ロイヤル・フィルハーモニー管弦楽団（ロイヤル・フィルハーモニーかんげんがくだん、英語: Royal Philharmonic Orchestra, 略称RPO）は、イギリス・ロンドンを拠点とするイングランドを代表するオーケストラの1つ。海外公演よりイギリス国内で幅広く演奏旅行に取り組み、「イギリスの国民的オーケストラ」と呼ばれることもある。

## 概要

### 旧ロイヤル・フィル
1919年にロイヤル・フィルハーモニック協会が設立した、ロイヤル・フィルハーモニー管弦楽団というオーケストラがあった。ただし、同楽団は1931年には活動を停止し、翌1932年にビーチャムが組織したロンドン・フィルハーモニー管弦楽団の母体となっている（ビーチャムはロンドン・フィル結成に際し「ロイヤル・フィル」の称号の継承を望んだが、ロイヤル・フィルハーモニック協会はこれを認めず、名は消滅）。したがって現行のロイヤル・フィルハーモニー管弦楽団とはまったく別の団体である。現行団体と区別するため、1919年設立のロイヤル・フィルはCDなどでは「旧ロイヤル・フィル」と表記される場合もある。

### ロイヤル・フィルハーモニー管弦楽団（現行）の沿革
ロイヤル・フィルハーモニー管弦楽団は1946年にトーマス・ビーチャムによって創設され（＝ビーチャムによる2度目の管弦楽団創設）、1963年に株式会社と合併して自治団体となった。「ロイヤル」の称号はビーチャム個人がロイヤル・フィルハーモニック協会から使用許可を得てつけられ、1966年に女王エリザベス2世から正式に許可された。エリザベス皇太后が生前にパトロンとなっていて、女王の在世中にはロンドン交響楽団とならび「女王陛下のオーケストラ」として知られた。
初代指揮者ビーチャムのもと、1946年9月15日にクロイドンのディヴィス劇場で最初の演奏会を行った。

1950年に行なったアメリカ合衆国ツアーは、イギリスのオーケストラとして2度目の渡米であった（最初の訪米は、1912年にロンドン交響楽団が行なった ）。また、商業録音も開始した。
ビーチャムが亡くなった後、組織維持が困難となったため、1963年には楽員による自主管理体制となった。
クラシックだけでなく、映画音楽や「フックト・オン・クラシック」シリーズ、ロックの編曲（フリオ・イグレシアス、ビートルズ、オアシス、ピンク・フロイド、アバ、クイーン、マイク・オールドフィールド、フィル・コリンズ、ビーチボーイズ、ディープ・パープルとの共演など）でも広く知られており、日本でもTHE ALFEE、X JAPAN、坂本龍一、福山雅治などの録音でなじみが深い。

1987年に設立されたRPOポップス（RPO Pops, Royal Philharmonic Pops Orchestra）はRPOを母体としており、ホーム・クラシックや軽音楽の演奏を専門としている。

## 歴代首席指揮者など
- 1946年 - 1961年：トーマス・ビーチャム
- 1961年 - 1975年：ルドルフ・ケンペ（1970年から終身指揮者）
- 1975年 - 1978年：アンタル・ドラティ
- 1980年 - 1985年：ヴァルター・ヴェラー
- 1985年 - 1992年：アンドレ・プレヴィン
- 1987年 - 1994年：ウラディーミル・アシュケナージ
- 1992年 - 1996年：ユーリ・テミルカーノフ（桂冠指揮者）
- 1996年 - 2009年：ダニエレ・ガッティ（音楽監督兼任、現在は桂冠指揮者）
- 2009年 - 2018年：シャルル・デュトワ（芸術監督兼任）
- 2021年 - 000000：ヴァシリー・ペトレンコ

## 日本での主なコラボレーション
- THE ALFEE
  - 『THE ALFEE CLASSICS Ⅱ THE ALFEE with Royal Philharmonic Orchestra』
  - 『THE ALFEE CLASSICS III』
- 石井竜也
  - 『日時計』
- X JAPAN（YOSHIKI）
  - 『ART OF LIFE』
  - 『オーケストラ・セレクション －BLUE　BLOOD＆JEALOUSY－』
- 奥慶一
  - 『アイルトン・セナ組曲 ～フォーエヴァー・アイルトン・セナ』
- 坂本龍一
  - 映画『シェルタリング・スカイ』（オリジナル・サウンドトラック）
  - 映画『嵐が丘 オリジナル・サウンド・トラック』
- 崎谷健次郎
  - 『ただ一度だけの永遠』
- T-SQUARE／奥慶一
  - 『HARMONY』（「TOMORROW'S AFFAIR」フジテレビ系ドラマ「じゃじゃ馬ならし」メインテーマ）
  - 『CLASSICS』（フジテレビ系ドラマ「ボクたちのドラマシリーズ：放課後」 TV オリジナル・サウンド・トラック）
- 鳥山雄司
  - 『世界遺産 組曲』
- 葉加瀬太郎
  - 『ファイナルファンタジーXII／交響詩 ｢希望｣ Symphonic Poem‘"Hope"』
  - 『Der Wunder ～葉加瀬太郎 meets 松本零士～』
- 爆風スランプ
  - 『旅人よ ～The Longest Journey』（TV番組「進め!電波少年」の企画「猿岩石のユーラシア大陸横断ヒッチハイク」のゴールのときにトラファルガー広場で共演したオーケストラヴァージョン）
- 久石譲
  - 『A Symphonic Celebration - Music from the Studio Ghibli films of Hayao Miyazaki』（2023年 グラモフォン発売のアルバム）[5]
- 福山雅治
  - 『fukuyama presents MAGNUM CLASSICS』
- 松田聖子
  - 『Best of Best 27（Best of Best 13）』『松田聖子 スーパー・ヒットコレクション Vol.2』（あなたに逢いたくて 2004）
- 美空ひばり
  - 『美空ひばりに捧ぐ／川の流れのように』
- 映画『バーバー吉野』
  - エンディング （ヘンデル「メサイア」より ハレルヤ）